# Marine Stewardship Council

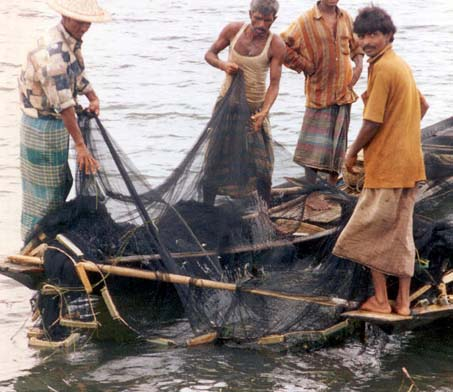
Le MSC vise aussi à aider et protéger la petite pêche artisanale qui ne surexploite pas les ressources halieutiques.

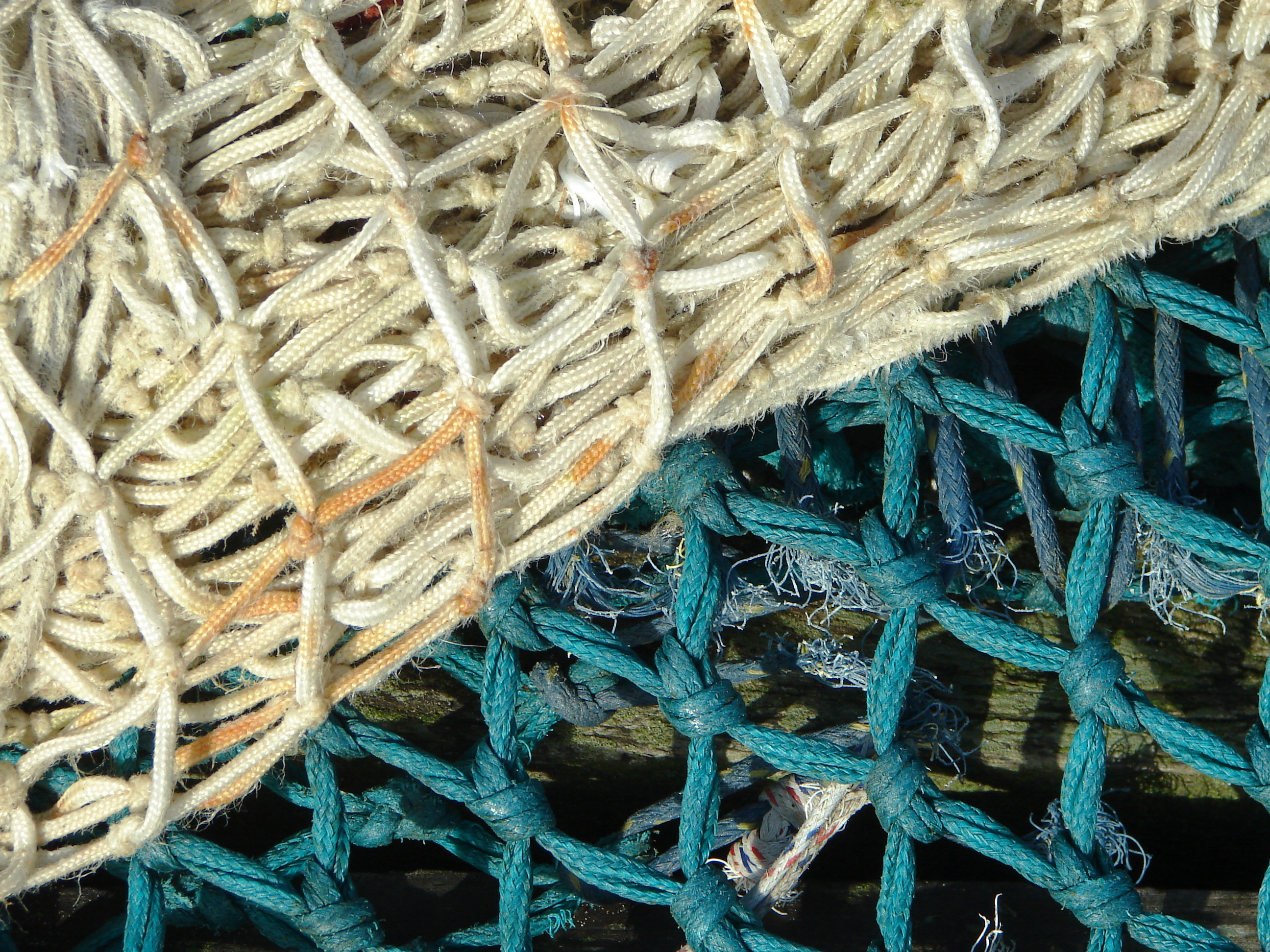
La taille des filets et des mailles, le respect des quotas, la prise en compte de la vulnérabilité des populations, l'impact sur les habitats, oiseaux, tortues et l'écosystème marins sont des critères importants, mais les aspects sociaux et économiques de la pêche sont également importants pour le MSC.

Le Marine Stewardship Council (en français « Conseil pour la bonne gestion des mers », abrégé en MSC) est un label supposé garantir au consommateur — par une certification indépendante et tierce-partie — que les produits de la mer et de la pêche titulaires du label ont été pêchés durablement, en respectant les stocks de poissons et les écosystèmes marins.
Le label fait l'objet de vives critiques de la part d'organisations non gouvernementales de protection de l'environnement marin qui le trouvent trop laxiste.

## Financements
Le MSC est une organisation à but non lucratif, financée principalement par la redevance d'utilisation du label, et pour une part plus faible par des donateurs, fondations et mécènes.

## Fonds d'appui pour la pêche durable
Le MSC a mis en place le Fonds d'appui pour la pêche durable, qui finance des projets pour améliorer les techniques de pêche afin de les rendre plus durable, ainsi que des pêcheries.

## Critiques
Daniel Pauly, directeur du Fisheries Centre de l'université de Colombie-Britannique (Canada), affirme qu'acheter des poissons issus d'une pêche certifiée « durable » n'est pas une réelle garantie que l'espèce consommée n'est pas en danger,. Il remet en cause le fonctionnement du Marine Stewardship Council (MSC), le principal label garantissant « une pêche durable et bien gérée » dans le monde. Selon lui le MSC apporte sa caution à des pêcheries industrielles destructrices de l'environnement. Dans le cas du colin d'Alaska, la plus grande pêcherie certifiée MSC dans le monde, le stock en mer de Béring a diminué de 64 % entre 2004 et 2009. Le stock de merlu du Cap, également certifié, a décru de 89 % depuis la fin des années 1980. Ces critiques sont partagées par des organisations de protection de l'environnement, comme Greenpeace, le Pew Environment Trust et de nombreux scientifiques,, qui jugent également le MSC trop laxiste.
Certaines organisations non gouvernementales vont plus loin et remettent complètement en cause l'intérêt d'un tel label. Ainsi, l'association BLOOM n'hésite pas à dire, à la suite de la certification d'une pêcherie qu'elle estime être « l'une des pêcheries les moins durables et les plus destructrices au monde », que « le MSC est officiellement devenu une imposture ».
En 2021, le film Seaspiracy épingle le MSC pour son inefficacité à réduire les dégâts causés par la pêche industrielle, dont il ne contribue qu'à aménager l'acceptabilité.